# Track Top-40
Track Top-40 je službena danska ljestvica singlova koju jednom tjedno izdaje Tracklisten. Trenutni broj jedan singl je "Når tiden går baglæns" od Clara Sofie i Rune RK.

## O Ljestvici

### 2001. – 2007. (Hitlisten)
Dana 1. siječnja 2001. po prvi puta izašla je danska ljestvica singlova. Ljestvica se sastojala od 20 najprodavanijih singlova. Ljestvica je nosila ima Hitlisten i trajala je sve do 2007. godine.

### 2007. - danas (Tracklisten)
Dana 2. studenog 2007. godine utemeljena je nova ljestvica singlova po imenu Tracklisten. 

## Vidjeti
- Tracklisten
- Album Top-40

## Vanje poveznice
- Službena stranica
- Arhiva  Arhivirana inačica izvorne stranice od 1. srpnja 2014. (Wayback Machine)